# Béatrice Vernaudon

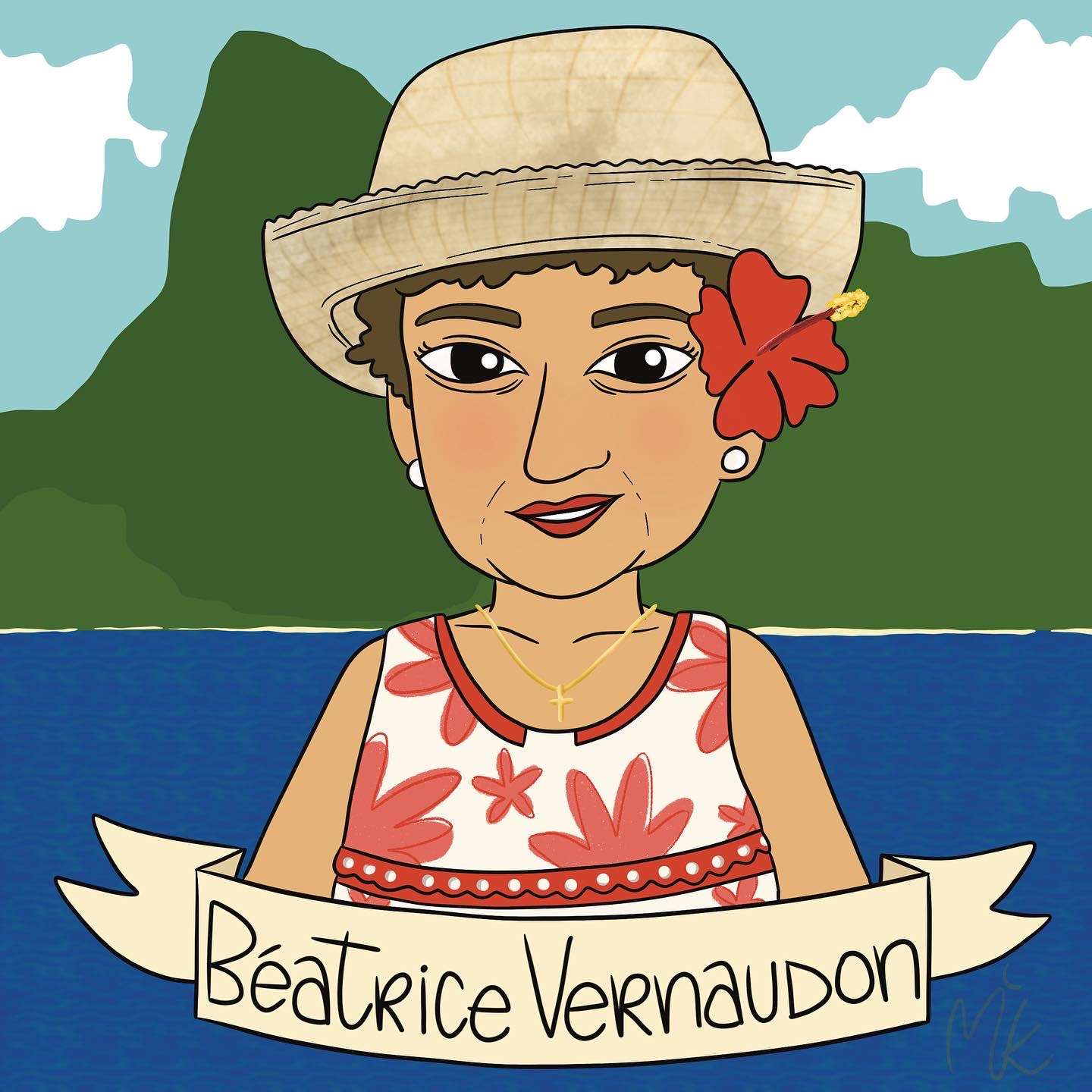
Béatrice Vernaudon-Coppenrath

Béatrice Vernaudon là một chính trị gia người Pháp sinh ngày 27 tháng 10 năm 1953 tại Papeete, Tahiti, Polynésie thuộc Pháp.
Bà được bầu làm đại biểu Quốc hội Pháp vào ngày 16 tháng 6 năm 2002, trở thành một trong những đại biểu của Quốc hội Pháp lần thứ 12 (2002-2007), tại quận hai của Polynésie thuộc Pháp. Bà là thành viên của Liên minh chính trị Pháp vì Phong trào phổ biến (UMP).

## Văn phòng tổ chức
- 10 tháng 4 năm 2000 đến 18 tháng 3 năm 2001: thành viên của hội đồng thành phố Pirae (Tahiti, Polynésie thuộc Pháp)
- Ngày 7 tháng 5 năm 2001 đến 18 tháng 6 năm 2002: thành viên của Hội Polynésie thuộc Pháp
- 18 tháng 3 năm 2001 đến 17 tháng 12 năm 2004: Liên kết với Thị trưởng Pirae (Tahiti, Polynésie thuộc Pháp)
- 18 tháng 6 năm 2002 đến tháng 6 năm 2007: Phó Polynésie thuộc Pháp tại Quốc hội Pháp